# اليوم الدولي للمساواة في الأجر
اليوم الدولي للمساواة في الأجر هو حدث للأمم المتحدة، يُقام في 18 سبتمبر من كل عام، أقرته الجمعية العامة للأمم المتحدة في 18 ديسمبر 2019، ويهدف إلى
تعزيز المساواة في الأجر مقابل العمل ذات قيمة متساوية، وكذلك التمكين الاقتصادى للنساء والفتيات، وذلك بدعم منظمة العمل الدولية.

## وصلات خارجية
- الموقع الرسمي.